# فنسنت أوسوليفان (كاتب أمريكي)
فنسنت أوسوليفان (بالإنجليزية: Vincent O'Sullivan)‏ (1872 - 18 يوليو 1940)؛ شاعر وروائي أمريكي.